# Pleiospermium
Pleiospermium  Swingle è un genere di piante della famiglia delle Rutacee.

## Tassonomia
Il genere comprende le seguenti specie:
- Pleiospermium alatum (Wall. ex Wight & Arn.) Swingle
- Pleiospermium annamense  Guillaumin
- Pleiospermium dubium (Blume) Swingle
- Pleiospermium latialatum Swingle
- Pleiospermium littorale (Miq.) Tanaka
- Pleiospermium longisepalum Swingle
- Pleiospermium sumatranum Swingle